# Гукова, Сания Нуховна

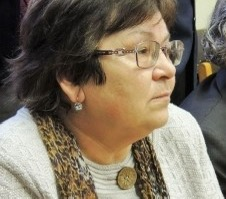
Гукова Сания Нуховна, к.и.н., доцент отделения Современного христианского искусства Академии художеств Брера г. Милана.

Сания Нуховна Гу́кова (род. 5 мая 1951 г., посёлок Вуадиль, Узбекская ССР) — советский и российский историк-византинист, кандидат исторических наук. В область научных интересов входят источниковедение истории и культуры Византии, история и иконография византийского и древнерусского искусства.

## Биография
Родилась 5 мая 1951 года в посёлке Вуадиль, Узбекская ССР.
В 1971—1976 годах обучалась на историческом факультете Ленинградского государственного университета. В 1984 г. закончила аспирантуру Ленинградского отделения Института истории АН СССР (СПбИИ РАН) под руководством академика И. П. Медведева и защитила диссертацию «Развитие космографических идей в Византии: проблема источниковедения» (специальность 07.00.09 Историография, источниковедение и методы исторического исследования).
С 1984 года — научный сотрудник Ленинградского отделения Института истории АН СССР (СПбИИ РАН).
В настоящее время — ассоциированный научный сотрудник отдела всеобщей истории Санкт-Петербургского института истории РАН.

## Научная деятельность
Работа по комплектованию и описанию документов архива ЛОИИ АН СССР. Участие в качестве соавтора в коллективных трудах: «Городская культура. Средневековье и начало Нового времени» (1986); «Проблемы социальной истории и культуры средних веков» (1986); «Культура Византии». Т. 2 (1989); «Рукописное наследие русских византинистов в архивах Санкт-Петербурга» (1999).
В качестве ассоциированного профессора читала курсы в Государственных Университетах г. Турина и г. Милана (Италия):
| 1997-1998 | Византия и славяне               |
|           | История русской иконы            |
| 1998-1999 | Древняя Русь: история и культура |

В качестве ассоциированного профессора кафедры Современного христианского искусства Академии художеств Брера г. Милана читала курсы:
| 1999-2000 | Иконография Богородицы в традиции православного искусства |
| 2000-2001 | Иконография Евангелия в традиции православного искусства  |
| 2001-2002 | Иконография святых в православной традиции                |
| 2002-2003 | Иконография Богородицы                                    |
| 2003-2004 | Иконография Христа                                        |
| 2005-2006 | Богословские и эстетические основы иконы                  |

## Научный куратор и автор каталогов выставок русских икон в Италии
1. Гаэта, Епископский дворец, 24 марта — 24 апреля 2010, «Древние русские иконы» коллекция Галереи Орлер
2. Рим, базилика Santa Croce in Gerusalemme, 3 — 26 апреля 2009. «Сокровища из России» коллекция Галереи Орлер
3. Милан, монастырь Св. Архангела, 8 ноября — 14 декабря 2008. «Господские праздники в русской иконе», коллекция Галереи Орлер
4. Тревизо, Ca’ dei Carraresi, 29 мая — 22 июня 2008. «Русские иконы святых», коллекция Галереи Орлер
5. Милан, монастырь Св. Архангела, 4 ноября — 16 декабря 2007, «Иконостас» коллекция Галереи Орлер
6. Турин, Кафедральный собор, 24 марта — 6 мая 2007, «Иконы. Таинство лика Господня», коллекция Галереи Орлер
7. Милан, монастырь Св. Архангела, 4 ноября — 15 декабря 2006, «Радуйся, Благодатная» коллекция Галереи Орлер
8. Маркон (Венеция), SpazioEventi Orler, 7 октября — 5 ноября 2006, «В знаке Христа. Произведения из Тосканы, Венето и России»
9. Монреаль (Палермо), Монументальный комплекс Вильгельма II, 17 июня — 16 июля 2006, «Ангелы в русской иконе», коллекция Галереи Орлер
10. Триест, Театр Верди, 20 октября 2004 — 9 января 2005, «Беларусь: грань между небом и землей», коллекция икон из Национального художественного музея г. Минска (Белоруссия)

## Основные публикации

### На русском языке
1. Иконография Иисуса Христа в восточнохристианской традиции. М.: БуксМАрт, 2022. 472 с.: ил.
2. Спас Недреманное око: к иконографии и содержанию образа. // Spicilegium Byzantino-Rossicum. Сборник статей к 80-летию член-корреспондента РАН И. П. Медведева / Под ред. Л. А. Герд, М.-СПб.: Индрик, 2015. С. 129—152.
3. Знаки приснодевства Богоматери // Byzantinoslavica. Revue internazionale des Études byzantines, Т. LXIII, 2005. Р. 225—258.
4. Богоматерь с символами евангелистов // Византийский временник, Т. 64 (89), 2005. С. 256—270.
5. Беларусь: грань между небом и землей / куратор и автор-составитель каталога выставки икон из Национального музея Беларуссии в Триесте (октябрь 2004 — январь 2005). Terra Vicenza: Ferma, 2004. 80 с.
6. София Премудрость Божия (к новгородскому изводу) // Новгородский исторический сборник. СПб.: Дм. Буланин, 2003. С. 197—220.
7. Богоматерь «Прибавление ума» и Лоретская Мадонна //Искусство христианского мира. T. 5. М.: издание Богословского института Св. Тихона, 2001. С. 94-110.
8. Школа и образование в поздней Византии // Культура Византии. XIII — первая половина XV вв. / ред. Г. Г. Литаврин. Москва: Наука, 1991. C. 395—411.
9. Естественнонаучные знания в палеологовский период // Культура Византии. XIII — первая половина XV вв. / ред. Г. Г. Литаврин. Москва: Наука, 1991. С. 361—375.
10. М. А. Шангин: жизнь и творчество // Рукописное наследие русских византинистов в архивах Санкт-Петербурга / под ред. И. П. Медведева. СПб.: Дм. Буланин, 1999. С. 497—520.
11. Ленинградский фрагмент неизвестной астрологической рукописи // Византийский временник. 1986. T. 46, C. 204—208.
12. Космография в системе византийского образования и науки в XI—XII вв. // Городская культура: Средневековье и начало нового времени. Л.: Наука, 1986. C. 27-42.
13. Гукова С. Н., Бородин О. Р. История географической мысли в Византии. СПб.: Алетейя, 2000. 198 с.
14. Карта мира Козьмы Индикоплова // Вспомогательные исторические дисциплины. Т. XVII. Л.: Наука, 1986. С. 308—321.
15. К вопросу об источниках карты мира Козьмы Индикоплова // Проблемы социальной истории и культуры средних веков Л.: изд-во Ленинградского ун-та, 1986. С. 62-74.
16. К вопросу об источниках географического трактата Плифона // Византийский временник. 1983. T. 44. C. 88-97.
17. Космографический трактат Евстратия Никейского // Византийский временник. 1986. T. 47.

### На итальянском языке
1. Icone russe di Natale (Русские иконы Рождества Христова). Novara Interlinea, 2011. 95 p.
2. Le icone delle grandi feste liturgiche (Иконы великих праздников) // Le feste del Signore nell’icona russa, C&M Arte Arezzo, 2008, pp. 19-179.
3. Santi nella devozione popolare russa (Святые в народном благочестии) // Santi nell’icona russa /catalogo della mostra a cura di S. Gukova, Matteo Editore Casier Treviso 2008, pp. 56-155.
4. Iconostasi: promessa del Paradiso (Иконостас: обещание Рая) // Iconostasi: promessa del Paradiso, C&M Arte Arezzo 2007, pp. 49-188.
5. Il Volto Santo nell’iconografia dell’Oriente cristiano (Спас Нерукотворный в православной иконографии) // Icone. Mistero del Volto di Cristo, Biblios Edizioni Cittadella (PD), 2007, pp. 49-188.
6. La vita della Madre di Dio nell’icona russa (Житие Богородицы в русской иконе) // «Ave, piena di grazia», C&M Arte Arezzo, 2006, pp. 27-149.
7. «Io Lo vedo crocifisso e Lo chiamo Re!» Croce e Crocifissione nell’icona russa (Крест и Распятие в русской иконе) // Nel segno di Cristo Capolavori veneti, toscani e russi a confronto. Biblios Edizioni Cittadella (PD), 2006, pp. 87-145.
8. Angeli nell’icona russa (Ангелы в русской иконе) // Messaggeri della luce. Angeli nell’icona russa, C&M Arte Arezzo, 2006, pp. 91-312.
9. Giudizio universale. Icona della Russia centrale XVIII secolo (Страшный суд. Русская икона XVIII в.). Milano: Arti Grafiche Pinelli, 2004. 55 p.
10. ‘Segni’ della Vergine («Знаки» Богородицы) // Arte Cristiana, fasc.820, vol. XCII, 2004, pp. 49-58.
11. Icona bizantina (Византийская икона) // Quaderno del Premio Giuseppe Acerbi, Grecia, vol. III, 2002, pp. 76-86.
12. Miniature del manoscritto Queriniano A.VI.26 (Миниатюры рукописи A.VI.26 в библиотеке Queriniano, Брешия) // Annali Queriniani, vol. III, 2002, pp. 7-46.
13. La Madonna di Loreto in Russia (Лоретская Мадонна в России) // «Arte Cristiana», fasc. 794, 1999, pp. 383—396.
14. Sofia Sapienza divina (София Премудрость Божия) // La Nuova Europa, t.5, 1999, pp.40-53.